# Gran Premio dell'Insubria 2010
Il Gran Premio dell'Insubria 2010, seconda edizione della corsa, si è svolto il 27 febbraio 2010 ed ha affrontato un percorso totale di circa 181 km. È stato vinto dal francese Samuel Dumoulin che ha terminato la gara in 4h20'04".

## Percorso
La partenza della seconda edizione della corsa italo-elvetica è situato a Campione d'Italia. I primi 10 chilometri sono percorsi in terra elvetica passando tra Maroggia e Riva San Vitale, successivamente la corsa entra in Italia attraverso il valico di Brusino Arsizio. Dopo aver attraverso la valle Valceresio la corsa passa da Varese, Schiranna e Gavirate dove dopo 50 km di corsa è posto il primo traguardo volante. Si attraversano Besozzo, Brebbia e Ispra, il percorso arriva al Lago Maggiore ad Angera e prosegue verso Sesto Calende giungendo in Piemonte a Castelletto Ticino. Ad Arona comincia l'ascesa che tocca Dagnente, Massino Visconti, Carpugnino e Levo: qui, arrivando a 600 metri d'altezza, la corsa giunge al punto più elevato.
A Verbania è posto il secondo traguardo volante al 117º km, successivamente la corsa prosegue a Premosello e Vogogna fino ad arrivare a Pieve Vergonte: da qui parte un circuito di 8,5 km da Pieve Vergonte a Piedimulera da percorrere per tre volte. Infine completa il percorso un circuito finale di circa 7 km da percorrere due volte con la salita di Fomarco, che presenta il maggior punto di difficoltà. Gli ultimi metri della corsa sono in leggera salita. L'arrivo è posto a Pieve Vergonte in via Massari, dopo 181 km e 850 metri.

## Squadre e corridori partecipanti
| N.      | Cod. | Squadra                       |
| ------- | ---- | ----------------------------- |
| 1-8     | BMC  | BMC Racing Team               |
| 11-18   | COF  | Cofidis, le Crédit en Ligne   |
| 21-28   | AND  | Androni Giocattoli            |
| 31-38   | LIQ  | Liquigas-Doimo                |
| 41-48   | LAM  | Lampre-Farnese Vini           |
| 51-58   | ALM  | AG2R La Mondiale              |
| 61-68   | FOT  | Footon-Servetto               |
| 71-78   | SKY  | Sky Professional Cycling Team |
| 81-88   | CGE  | Caisse d'Epargne              |
| 91-98   | CMO  | Carmiooro-N.G.C.              |
| 101-108 | DER  | De Rosa-Stac Plastic          |

| N.      | Cod. | Squadra              |
| ------- | ---- | -------------------- |
| 111-108 | COG  | Colnago-CSF Inox     |
| 121-128 | FLM  | Ceramica Flaminia    |
| 131-138 | ISH  | ISD-Neri             |
| 141-148 | VBG  | Vorarlberg-Corratec  |
| 151-158 | PSK  | PSK Whirlpool-Author |
| 161-168 | PCB  | Price-Custom Bikes   |
| 171-178 | ARH  | Atlas Personal-BMC   |
| 181-188 | ADR  | Adria Mobil          |
| 191-198 | TUS  | Tusnad Cycling Team  |
| 201-208 | RAR  | Zheroquadro-Radenska |
| 211-218 | TIK  | Itera-Katusha        |

## Resoconto degli eventi
163 ciclisti partono da Campione d'Italia, Svizzera. Tra questi non è presente il numero 101 Gianluca Brambilla (De Rosa-Stac Plastic). Parte una fuga a 12 km dal via comprendente otto corridori ma questo attacco viene ripreso una decina di km dopo. Al 27º km parte un altro attacco portato avanti da John-Lee Augustyn e Stefano Borchi che vengono raggiunti in seguito da Stéphane Augé, Nicolas Schnyder e Alberto Di Lorenzo. Al cinquantesimo chilometro i cinque fuggitivi hanno un vantaggio di cinque minuti e Di Lorenzo si aggiudica il traguardo volante di Gavirate. Dopo aver raggiunto il 65º km con 5'45" di vantaggio il gruppo comincia a lavorare per riprendere i corridori.
Il vantaggio dei cinque in fuga rimane nei successivi chilometri tra i quattro e i cinque minuti, contemporaneamente Di Lorenzo vince i traguardi volanti di Sesto Calende, Baveno e Fondo Toce. Il plotone guidato dall'Androni Giocattoli si riporta a 2'28" al km 140. Il gruppo guidato da Androni Giocattoli, AG2R e Carmiooro-N.G.C. recupera i fuggitivi a 15 km dall'arrivo. Sul Gran Premio della Montagna di Fomarco attaccano Rinaldo Nocentini, Eros Capecchi e Leonardo Bertagnolli ma una caduta in discesa che coinvolge Nocentini e Capecchi ricompatta il gruppo. A Nocentini, operato all'Ospedale di Domodossola, viene riscontrata la frattura di tibia e perone.
A pochi km dal traguardo si forma un gruppo di una quindicina di corridori. Il secondo GPM è vinto da Bertagnolli davanti a Nicolas Roche e Cadel Evans; nel frattempo il gruppo si riduce ad undici unità: parte la volata con José Joaquín Rojas che allunga ma viene raggiunto e beffato dal francese Samuel Dumoulin. Terza piazza per Nicolas Roche davanti a Bertagnolli e all'iridato Evans.

## Ordine d'arrivo (Top 10)
| Pos. | Corridore            | Squadra       | Tempo    |
| ---- | -------------------- | ------------- | -------- |
| 1    | Samuel Dumoulin      | Cofidis       | 4h20'24" |
| 2    | José Joaquín Rojas   | C. d'Epargne  | s.t.     |
| 3    | Nicolas Roche        | AG2R La Mond. | s.t.     |
| 4    | Leonardo Bertagnolli | Androni Gioc. | s.t.     |
| 5    | Cadel Evans          | BMC           | s.t.     |
| 6    | Ivan Santaromita     | Liquigas      | s.t.     |
| 7    | Morris Possoni       | Sky           | s.t.     |
| 8    | Andrea Noè           | Cer. Flaminia | s.t.     |
| 9    | Tadej Valjavec       | AG2R La Mond. | s.t.     |
| 10   | Julien El Fares      | Cofidis       | s.t.     |